# Ella Hunt

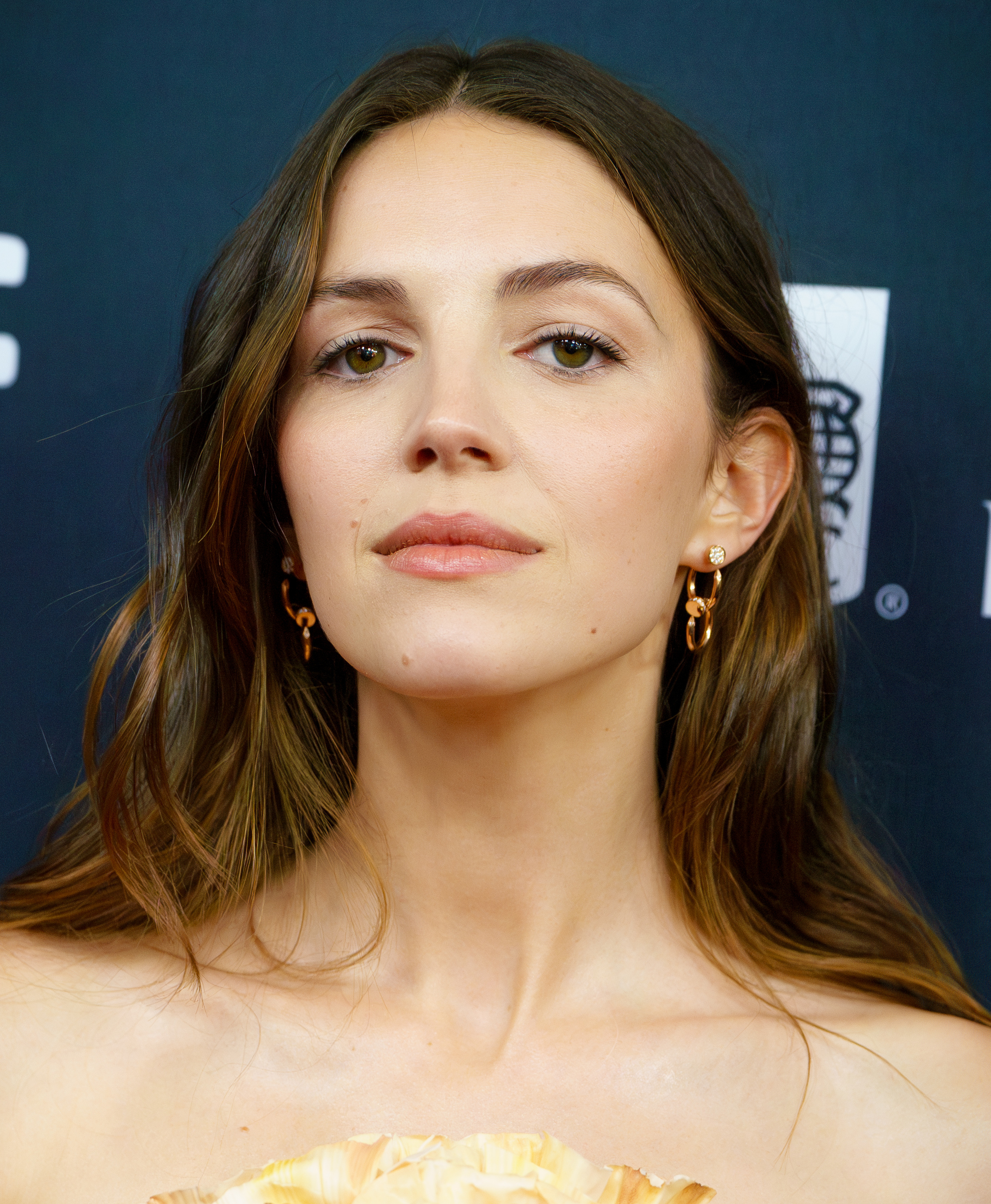
Ella Hunt (2024)

Ella Hunt (* 29. April 1998 in Devon) ist eine britische Schauspielerin und Sängerin. Sie ist bekannt für ihre Hauptrolle in Anna und die Apokalypse.

## Biografie
Geboren 1998, ist Hunt auf einer Farm in Exmoor, Devon als Tochter von Louise und David Hunt aufgewachsen. Ihren ersten Auftritt hatte sie im Alter von sechs Jahren im Boston Children's Opera. Von 2016 bis 2018 spielte Ella Hunt die Nebenrolle der Ellie Marsden in der britischen Comedyserie Cold Feet. 2017 folgte die Hauptrolle in der britischen Horrorkomödie Anna und die Apokalypse, für die sie als beste Schauspielerin bei den British Academy Scotland Awards nominiert wurde.
In der Fernsehserie Dickinson (2019–2021) spielte Hunt an der Seite von Hailee Steinfeld Dickinsons Freundin, Schwägerin und Liebhaberin Susan (Sue) Gilbert.
Hunt bestätigte 2021, sich selbst als queer zu sehen.

## Filmografie (Auswahl)
- 2011: Intruders
- 2012: Les Misérables
- 2014: Robot Overlords – Herrschaft der Maschinen
- 2016–2018: Cold Feet (Fernsehserie, 13 Episoden)
- 2017: Der junge Inspektor Morse (Fernsehserie, 1 Folge)
- 2017: Anna und die Apokalypse
- 2018: The More You Ignore Me
- 2018: Lore (Fernsehserie, 1 Folge)
- 2019: Summer Night
- 2019–2021: Dickinson (Fernsehserie)
- 2019: Kat and the Band
- 2022: Master
- 2022: Lady Chatterleys Liebhaber (Lady Chatterley’s Lover)
- 2024: Horizon – Eine amerikanische Saga – Kapitel 1 (Horizon: An American Saga – Chapter 1)
- 2024: Horizon – Eine amerikanische Saga – Kapitel 2 (Horizon: An American Saga – Chapter 2)
- 2024: Saturday Night